# Kara Fatma

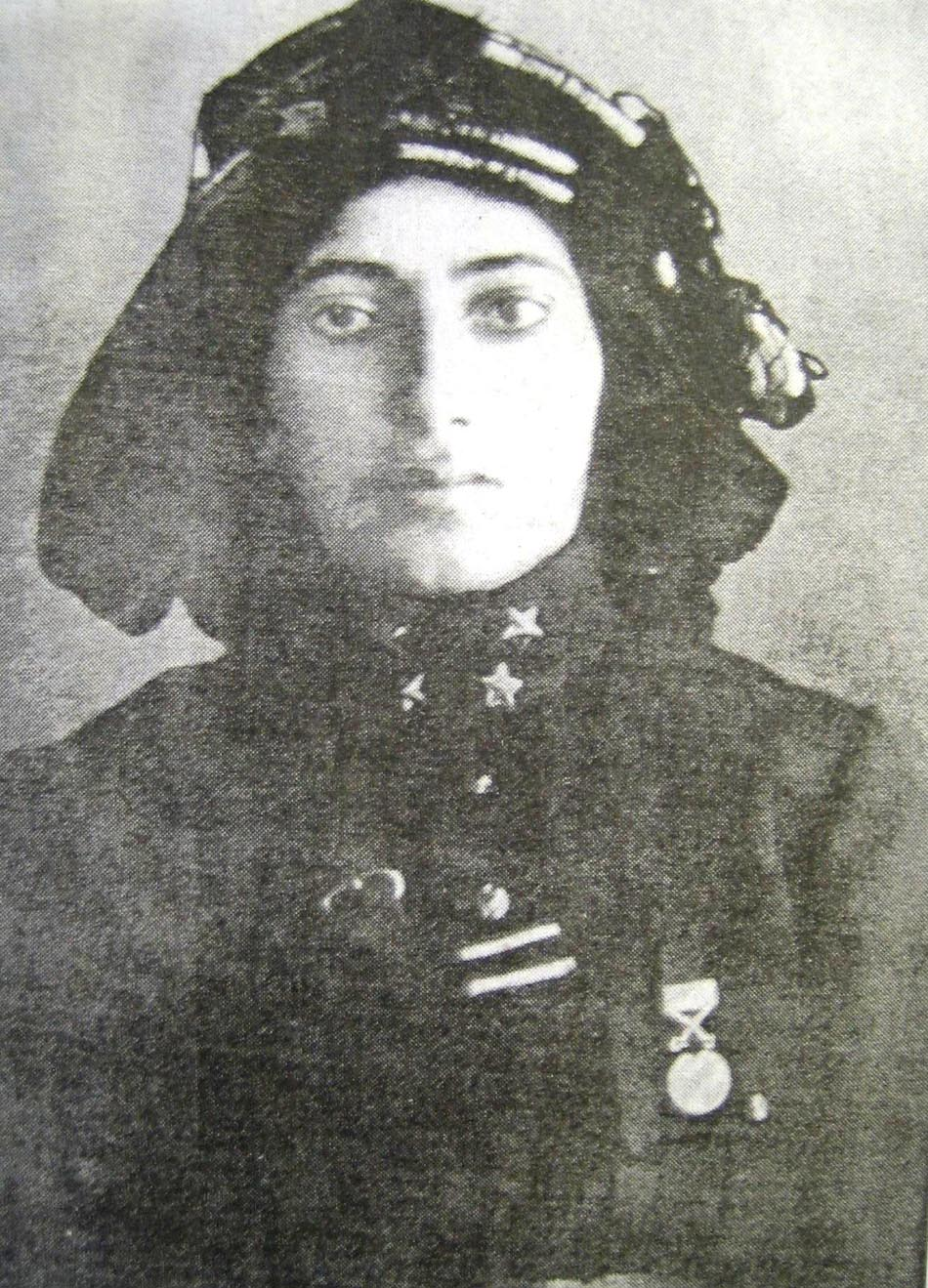
Kara Fatma

Kara Fatma (* 1888 in Erzurum; † 2. Juli 1955 in Istanbul), bürgerlich Fatma Seher Erden, war eine hochdekorierte türkische Nationalheldin, die 1919 bis 1923 als Soldatin und Milizenführerin im Range eines Oberleutnants (Üsteğmen) während des Türkischen Befreiungskrieges hervorstach.
Das Wort kara bedeutet wörtlich „schwarz“ oder „düster“ und wird als Synonym für „brünett“ verwendet; wenn es für Krieger verwendet wird, bedeutet es allerdings „couragiert“.

## Leben
Fatma Seher Erden wurde in Erzurum  im Osmanischen Reich geboren. Ihr Vater war der Agha Yusuf. Sie trat erstmals in den Balkankriegen als Soldatin in Erscheinung. Ihr Ehemann und ihre zwei Kinder starben an der Kaukasusfront im Ersten Weltkrieg.
1919 reiste sie nach Sivas, wo sie den von Mustafa Kemal Pascha abgehaltenen Kongress von Sivas besuchte. Sie verlangte, dass sie in der Armee aufgelistet werde. Nach Zustimmung durch Mustafa Kemal Pascha bildete sie eine Milizengruppe. Unter ihrem Kommando standen 43 Frauen und 700 Männer. Sie wurde zweimal durch die griechische Armee gefangen genommen. Nach einem Interview in der Zeitung Tanin wurde sie zum Hauptquartier von General Nikolaos Trikoupis gebracht, wo der General mit ihr sprach. Sie konnte kurz darauf aus dem Gefängnis fliehen. Sie kämpfte an den Fronten in İzmit-Bursa und in Izmir. Nach dem Kolumnisten Yılmaz Özdil war ihre Einheit eine der ersten, die in Izmir während der Einnahme von Izmir, das bis dahin griechisch besetzt war, am 9. September 1922 einmarschierten. Ihre Einheit kontrollierte Karşıyaka nördlich des Golfes von Izmir.

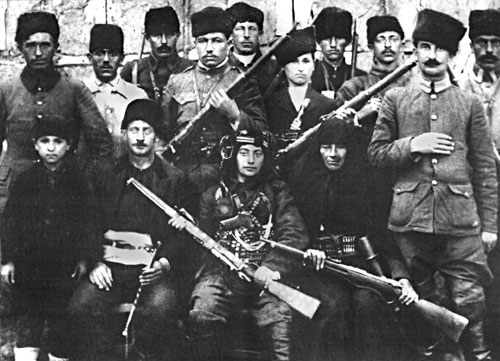
Kara Fatma (unten Mitte) und Waffenbrüder

## Späte Jahre
Obwohl bis 1919 weibliche Soldaten unbekannt waren, wurde Kara Fatma offiziell zur Soldatin ernannt, so wie später Halide Edip Adıvar unter Mustafa Kemal Pascha. Sie begann mit ihrer Militärkarriere als Korporal und endete als Üsteğmen (Erster Leutnant). Sie zog sich dann zurück und spendete ihre Pension dem Türkischen Roten Halbmond. Sie verschwand fast vollständig aus der öffentlichen Erinnerung bis 1933, als ein Journalist sie mit ihrem Enkelkind in einem ehemaligen russischen Kloster Istanbuls in Armut lebend antraf. 1944 veröffentlichte sie ihre Memoiren. Sie wurde geehrt, indem sie an militärischen Paraden der Nationalfeiertage teilnehmen durfte.
Kara Fatma starb am 2. Juli 1955 im Darülaceze, einem Schutzhaus für die Armen und Alten, das von der Stadtverwaltung Istanbul betrieben wird und wo sie die letzten Jahre ihres Lebens verbrachte. Sie wurde am Kulaksız-Friedhof begraben.

## Ehrungen und Erbe
Sie wurde von Mustafa Kemal Atatürk mit der Unabhängigkeitsmedaille ausgezeichnet – einer Medaille für Teilnehmer des Unabhängigkeitskriegs.